# 東宣エイディ
株式会社東宣エイディ（とうせんエイディ）は、東京都中央区に本社をおき、新聞・テレビ・ラジオ・雑誌などの媒体コンテンツ事業および、屋外広告（野立て看板）を自社で企画・提案・デザイン・施工・管理まで一気通貫で全国展開している総合広告代理店。

## 概要
- 企業名 - 株式会社東宣エイディ
- 英語表記 - Tosen AD Co., Ltd.
- 設立 - 1984年7月
- 資本金 - 60,000,000円
- 本社所在地 - 東京都中央区日本橋2-2-21 日本橋二丁目ビル2F
- 名古屋支社 - 愛知県名古屋市千種区高見 2-9-28 東宣 AD ビル 2F
- その他拠点 - 札幌 山形 仙台 埼玉 千葉 神奈川 岡山 福岡

## 役員
- 会長：東 讓
- 代表取締役社長：西井 遼

## 沿革
- 1984年7月 - 中日新聞社の企画提案代理店として始める
- 2002年
  - メールを利用したビジネスモデル特許を取得
  - 中日新聞エリア広告賞「環境リサイクル特集」
  - 『給与明細』が月刊ギャラクシー賞を受賞
  - 1月 - 看板事業（ SP 部）全国展開スタート
- 2016年
  - 4月 - 中日新聞エリア広告賞受賞
- 2017年
  - 9月 - コロコロ仮設看板の特許を取得。（特許6211670号）
- 2018年
  - 1月 - スマートフォン用アプリ「カンバンGO」の特許を取得。（特許6267381号）